# لیا کیت
لیا کیت (به انگلیسی: Leah Kate) با نام کامل لیا کیت کالمنسون (به انگلیسی: Leah Kate Kalmenson) (زاده ۹ سپتامبر ۱۹۹۲) خواننده آمریکایی است.